# Milwaukee County
Das Milwaukee County ist ein County im US-amerikanischen Bundesstaat Wisconsin. Im Jahr 2020 hatte das County 939.489 Einwohner und eine Bevölkerungsdichte von 1503,2 Einwohnern pro Quadratkilometer. Der Verwaltungssitz (County Seat) ist Milwaukee.
Das Milwaukee County liegt im Zentrum der Metropolregion Milwaukee.

## Geografie
Das County liegt am Westufer des Michigansees und hat eine Fläche von 3081 Quadratkilometern, wovon 2456 Quadratkilometer Wasserfläche sind. An das Milwaukee County grenzen folgende Nachbarcountys:
| Washington County | Ozaukee County |  |
| Waukesha County   |                |  |
|                   | Racine County  |  |

## Geschichte
Das Milwaukee County wurde 1835 auf ursprünglich von Indianern besiedelten Gebiet gegründet. Der Name Milwaukee stammt vom Algonkin-Wort Mahnawaukee-Seepe ab, was etwa Versammlungsplatz am Fluss bedeutet.

## Bevölkerung
Nach der Volkszählung im Jahr 2010 lebten im Milwaukee County 956.023 Menschen in 379.711 Haushalten. Die Bevölkerungsdichte betrug 1516,4 Einwohner pro Quadratkilometer. In den 379.711 Haushalten lebten statistisch je 2,44 Personen.
Ethnisch betrachtet setzte sich die Bevölkerung zusammen aus 65,6 Prozent Weißen, 27,1 Prozent Afroamerikanern, 0,9 Prozent amerikanischen Ureinwohnern, 3,8 Prozent Asiaten sowie aus anderen ethnischen Gruppen; 2,6 Prozent stammten von zwei oder mehr Ethnien ab. Unabhängig von der ethnischen Zugehörigkeit waren 14,0 Prozent der Bevölkerung spanischer oder lateinamerikanischer Abstammung.
24,5 Prozent der Bevölkerung waren unter 18 Jahre alt, 63,6 Prozent waren zwischen 18 und 64 und 11,9 Prozent waren 65 Jahre oder älter. 51,7 Prozent der Bevölkerung waren weiblich.

Das jährliche Durchschnittseinkommen eines Haushalts lag bei 50.606 USD. Das Pro-Kopf-Einkommen betrug 29.275 USD. 16,9 Prozent der Einwohner lebten unterhalb der Armutsgrenze.

## Verkehr
Für den ÖPNV stehen, neben der The Hop genannten Straßenbahn Milwaukee, die Buslinien der Milwaukee County Transit System zur Verfügung.

## Ortschaften im Milwaukee County
Citys
| - Cudahy - Franklin - Glendale - Greenfield | - Milwaukee2 - Oak Creek - South Milwaukee - St. Francis | - Wauwatosa - West Allis |

Villages
| - Bayside1 - Brown Deer - Fox Point | - Greendale - Hales Corners - River Hills | - Shorewood - West Milwaukee - Whitefish Bay |

1 – teilweise im Ozaukee County

2 – teilweise im Washington und im Waukesha County